# UTC−04:00
Pour les articles homonymes, voir AST, EDT et HAE.
UTC−04:00, également désigné AST pour Atlantic Standard Time (« heure standard de l'Atlantique ») ou encore EDT pour Eastern Daylight Time (« heure avancée de l'est » ou HAE), est un fuseau horaire, en retard de quatre heures sur le temps universel coordonné (UTC).

## Zones concernées

### Toute l'année
UTC-4 est utilisé toute l'année dans les pays et territoires suivants :
- Antigua-et-Barbuda ;
- Barbade ;
- Bolivie.

- Brésil[1] :
  -  Amazonas (à l'exception de l'extrême sud-ouest) ;
  -  Mato Grosso ;
  -  Mato Grosso do Sul ;
  -  Rondônia ;
  -  Roraima.

- Danemark :  Groenland (nord-ouest) ;
- Dominique.

- États-Unis :
  -  Porto Rico ;
  -  Îles Vierges des États-Unis.

- France :
  - Guadeloupe ;
  - Martinique ;
  - Saint-Martin ;
  - Saint-Barthélemy.

- Grenade ;
- Guyana.

- Pays-Bas :
  -  Aruba ;
  -  Bonaire ;
  -  Curaçao ;
  -  Saba ;
  -  Saint-Eustache ;
  -  Saint-Martin.

- République dominicaine.

- Royaume-Uni :
  -  Anguilla ;
  -  Montserrat ;
  -  Îles Turques-et-Caïques ;
  -  Îles Vierges britanniques.

- Saint-Christophe-et-Niévès ;
- Sainte-Lucie ;
- Saint-Vincent-et-les-Grenadines ;
- Trinité-et-Tobago ;
- Venezuela.

En outre, la base antarctique Palmer utilise UTC-4 comme heure locale.

### Heure d'hiver (hémisphère nord)
Les zones suivantes utilisent UTC-4 pendant l'heure d'hiver (dans l'hémisphère nord) et UTC-3 à l'heure d'été :
- Canada :
  -  Nouvelle-Écosse ;
  -  Nouveau-Brunswick ;
  -  Île-du-Prince-Édouard ;
  -  Terre-Neuve-et-Labrador :  Labrador, excepté la pointe sud-est.

- Danemark :  Groenland : Région de Qaanaaq, au nord-ouest de l'île ;
- Royaume-Uni :  Bermudes.

### Heure d'hiver (hémisphère sud)
Les zones suivantes utilisent UTC-4 pendant l'heure d'hiver (dans l'hémisphère sud) et UTC-3 à l'heure d'été :
- Chili (sauf région de Magallanes et île de Pâques) ;
- Paraguay ;
- Royaume-Uni :  Malouines.

### Heure d'été (hémisphère nord)
Les zones suivantes utilisent UTC-4 pendant l'heure d'été (dans l'hémisphère nord) et UTC-5 à l'heure d'hiver :
- Bahamas.

- Canada :
  -  Nunavut (est) ;
  -  Ontario (en grande partie) ;
  -  Québec (en grande partie).

- Cuba.

- États-Unis :
  -  Caroline du Nord ;
  -  Caroline du Sud ;
  -  Connecticut ;
  -  Delaware ;
  -  Floride (en grande partie) ;
  -  Géorgie ;
  -  Indiana (en grande partie) ;
  -  Kentucky (est) ;
  -  Maine ;
  -  Maryland ;
  -  Massachusetts ;
  -  Michigan (en grande partie) ;
  -  New Hampshire ;
  -  New Jersey ;
  -  New York ;
  -  Ohio ;
  -  Pennsylvanie ;
  -  Rhode Island ;
  -  Tennessee (est) ;
  -  Vermont ;
  -  Virginie ;
  -  Virginie-Occidentale ;
  -  Washington D.C..

- Haïti.

### Heure d'été (hémisphère sud)
Aucune zone n'utilise UTC-4 pendant l'heure d'été (dans l'hémisphère sud) et UTC-5 à l'heure d'hiver.